# Vagnsbro härad

Västmanlands regementes vapen

Vagnsbro härad var ett härad i den norra delen av landskapet Västmanland. Häradet omfattade den västra delen av nuvarande Sala kommun, vilken är en del av Västmanlands län.  Den totala arealen mätte drygt 309 km² och befolkningen uppgick år 1934 till 3 818 invånare. Tingsställe var före 1899 vid Västerfärnebo kyrka, därefter Västerås.

## Geografi
Vagnsbro härad var beläget kring Svartåns övre lopp och Hörendesjön. Kring ån är terrängen dominerad av slättbygd med en del träskmark, medan häradet i övrigt mestadels bestod av skogsbygd. I områdets östra del ligger den breda Långhedenåsen vilken som högst når 129 m ö.h. och i söder ett utskott av denna - Salboheden. En liten del av häradets enda socken Västerfärnebo hörde till Gamla Norbergs bergslag, medan en liten del av Karbennings socken i sin tur hörde till Vagnsbro. Häradet gränsade i öster till Övertjurbo härad, i söder till Norrbo härad, i sydväst till Snevringe härad och i nordväst till Gamla Norbergs bergslag i nuvarande Västmanlands län. I norr låg Folkare härad i nuvarande Dalarnas län. 
Häradet saknade helt köpingar och municipalsamhällen, men den största tätorten är numera Västerfärnebo belägen 45 km norr om Västerås.

### Socknar
Vagnsbro härad omfattade endast en socken
- Västerfärnebo

## Historia
Under förkristen tid utgjorde landskapet Västmanland ett eget folkland i Sveariket och i likhet med de övriga Mälarlandskapen delades det tidigt in i så kallade  hundare, vilka under 1300-talet kom att betecknas som härader. Området befolkades under utflyttning från det uppländska folklandet Fjädrundaland och fordom torde åtminstone östra Västmanland också ha räknats till detta. Vagnsbro härad, stundtals också skrivet Vangsbro, utgjorde troligtvis den nordligaste delen av det gamla Norbohundare där trakten kring Västerfärnebo under denna tid utgjorde den yttersta gränsbygden, då stora djupa skogar i väster naturligt skar av området från trakterna kring Kolbäcksåns lopp på andra sidan. Området genomkorsades istället av Stora Bergslagsvägen från Västerås i riktning mot södra Dalarna. Denna väg delade sig vid Salbohed där en gren bar av norröver mot trakterna kring nuvarande Avesta och den andra grenen mot Norbergsbygden. Vagnsbro härads tingsplats låg tidigt vid Vagnsbacken nära Västerfärnebo kyrka för att sedermera flyttas till själva kyrkan. Slutligen låg den vid Mälby by nära Hedåker i häradets norra del.
Historiskt sett har jordbruk bedrivits i slättbygderna längs Svartån, och då denna under vårfloden varje år översvämmades gavs goda förutsättningar för höslåtter. De många mindre vattendragen som leder mot ån gav även goda förutsättningar för järnhantering och ett 20-tal mindre hyttor fanns i området. Spår av detta finns i bland andra Rosshyttan där en hyttruin vittnar om verksamheten som pågick här från 1400-talet till och med 1838. Bruksmiljöer återfinns även vid Hörnsjöfors bruk väster om Västerfärnebo. I trakten kring orten stod under Gustav Vasas danska krig ett antal slag mellan danska arméer och bönder från Västmanland och Dalarna. Rester av kanonkulor har hittats vid bland andra Gussjömyran på gränsen mot Norrbo härad. I samhället Salbohed låg exercisheden för Västmanlands regemente mellan åren 1681 och 1906, innan denna flyttades till Västerås. Idag minner ett antal byggnader samt ett minnesmärke om tiden som garnisonsort. I Salbohed fanns även ett hem för förståndshandikappade pojkar.

## Län, fögderier, domsagor, tingslag och tingsrätter
Häradet hörde mellan 1641 och 1646 till Sala län, och därefter till Västmanlands län. Församlingarna i häradet tillhör(de) Västerås stift.
Häradets socknar hörde till följande fögderier:
- 1720-1945 Bergslags fögderi
- 1946-1966 Fagersta fögderi
- 1967-1990 Sala fögderi

Häradets socknar tillhörde följande domsagor, tingslag och tingsrätter:
- 1680-1899 Vagnsbro tingslag inom domsagorna
  - 1680-1857 Gamla Norberg, Norrbo, Vagnsbro och Skinnskattebergs domsaga
  - 1858-1899 Västmanlands norra domsaga
- 1900-1928 Gamla Norberg och Vagnsbro tingslag inom Västmanlands norra domsaga
- 1929-1947 Siende och Norrbo tingslag inom Västmanlands mellersta domsaga
- 1948-1970 Västmanlands mellersta domsagas tingslag inom Västmanlands mellersta domsaga

- 1971-2001 Sala tingsrätt och dess domsaga
- 2001- Västmanlands tingsrätt och dess domsaga

### Webbkällor
- Nationella arkivdatabasen för uppgifter om fögderier, domsagor, tingslag och tingsrätter